# Asilomar AI Principles

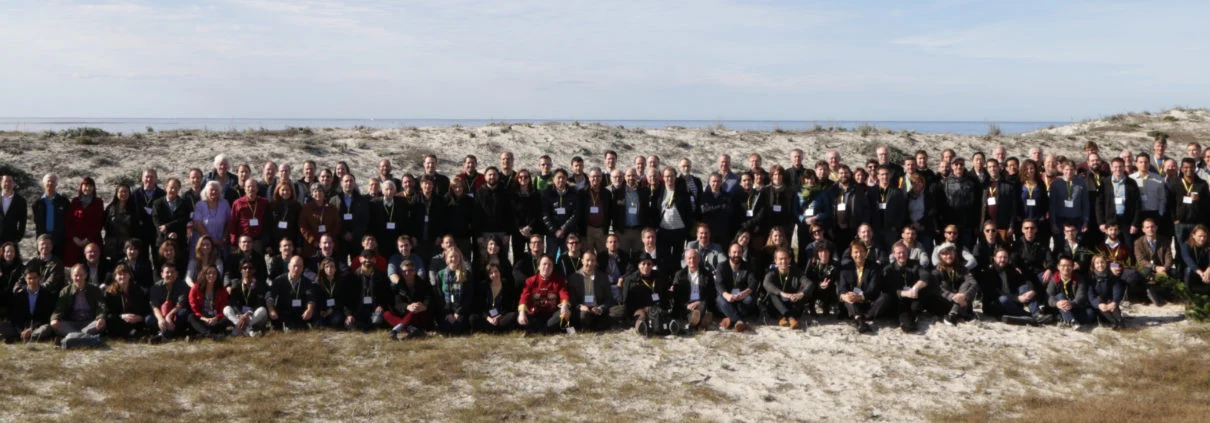
Teilnehmer der „Asilomar Conference on Beneficial AI“

Die Asilomar AI Principles (Asilomar KI-Grundsätze) wurden auf der „Asilomar Conference on Beneficial AI“ (Asilomar-Konferenz für eine nützliche KI) vereinbart. Thema waren die möglichen Gefahren der Künstlichen Intelligenz. Durch die Verabschiedung von 23 Grundsätzen sollte eine Entwicklung der KI sichergestellt werden, die sich auf deren Vorteile beschränkt. Die Veranstaltung fand vom 5. bis 8. Januar 2017 auf den Asilomar Conference Grounds in Pacific Grove, Kalifornien, USA statt.

## Konferenz
Organisiert hatte die Konferenz die unabhängige, gemeinnützige Organisation Future of Life mit ihrem Leiter Max Tegmark. Über einhundert Personen aus unterschiedlichen wissenschaftlichen Disziplinen und Berufen nahmen daran teil. Das Ergebnis der Veranstaltung ist eine Abschlusserklärung mit 23 Grundsätzen zum Umgang mit KI. Sie wurde u. a. unterzeichnet von dem Wissenschaftler Stephen Hawking, dem CEO von Google Deepmind Demis Hassabis, den KI Wissenschaftlern Ilya Sutskever, Yann LeCun, Yoshua Bengio und Stuart Russell, den Philosophen Sam Harris und Will MacAskill, dem Schauspieler Joseph Gordon-Levitt sowie dem Unternehmer Elon Musk.
Mit ähnlicher Absicht fand 1975 mit der Asilomar Conference on Recombinant DNA eine Veranstaltung zu einem anderen wissenschaftlich Themengebiet mit Gefahrenpotential statt: Damals wurden Grundsätze für Arbeiten an Rekombinanten DNA (rDNA) in Form einer Selbstverpflichtung der Gen-Techniker verabschiedet.

## AI-Principles (KI-Grundsätze)
Die Grundsätze behandeln die Gebiete: Forschungsthemen, Ethik und Werte sowie längerfristige Probleme. Die weitere Entwicklung der KI soll sich an den folgenden Grundsätzen orientieren, die in der angegebenen Quelle kurz erläutert werden:
1. Forschungsziel
2. Finanzierung der Forschung
3. Verbindung zwischen Wissenschaft und Politik
4. Forschungskultur
5. Vermeidung von Wettrennen
6. Sicherheit
7. Fehlertransparenz
8. Richterliche Transparenz
9. Verantwortung
10. Werteausrichtung
11. Menschliche Werte
12. Persönliche Privatsphäre
13. Freiheit und Privatsphäre
14. Gemeinsamer Nutzen
15. Geteilter Wohlstand
16. Menschliche Kontrolle
17. Nicht-Subvention
18. KI-Wettrüsten
19. Fähigkeiten Vorsicht
20. Wichtigkeit
21. Risiken
22. Rekursive Selbstverbesserung
23. Gemeinwohl